# Мецлов
Мецлов (чеш. Meclov) је насељено мјесто са административним статусом сеоске општине (чеш. obec) у округу Домажлице, у Плзењском крају, Чешка Република.

## Становништво
Према подацима о броју становника из 2014. године насеље је имало 1.106 становника.